# Stenopogon pseudosabaudus
Stenopogon pseudosabaudus là một loài ruồi trong họ Asilidae. Stenopogon pseudosabaudus được Lehr miêu tả năm 1963. Loài này phân bố ở vùng Cổ Bắc giới và châu Á.